# Jack Barker
John William "Jack" Barker (Denaby, 1906. február 27. – 1982. január 20.) angol labdarúgó, aki pályafutása során 327 bajnoki mérkőzést játszott a Derby County csapatában, a válogatott mezét pedig 11-szer viselte. Később menedzselte a Bradford City és a Derby County gárdáját.

## Pályafutása

### Derby County
Angliában, Denaby-ben született, Conisbrough közelében. ifjúsági szinten középhátvédként játszott a Denaby Rovers színeiben a Rawmarshi ligában, miközben teljes munkaidőben bányászként dolgozott. Pályafutása majdnem véget ért, mielőtt épphogy elkezdődött, miután munka közben a tető beomlásával egy gödörben combsérülést szenvedett. Egy évadra csatlakozott a Midland League-ben szereplő Denaby Unitedhez, majd 1928 májusában 200 fontért szerződtette a Derby County. Nevezetesebb csapatokkal volt lehetősége így megmérkőzni George Jobey irányításával, de az egylet még a hatodik helyet is épphogy elérte a pontvadászatban. 327 bajnoki összecsapáson lépett pályára, azonban ezüstéremig sem jutott el a klubbal.

### Angol válogatott
Jó formája lehetővé tette, hogy 11 meccset játsszon nemzetközi szinten. 1934. szeptember 29-én Wales ellen debütált. Második találkozója a Highbury-ben, Olaszország ellen volt esedékes. A következő két évben még kilenc barátságos és brit házibajnoki meccsen képviselte a nemzeti tizenegyet, majd utolsó mérkőzését szintén Wales ellen játszotta csapatkapitányként 1936. október 17-én.

## Edzőség
Miután visszavonult a Derby-től, az angol hadsereg erőnlétképző részlegéhez csatlakozott, majd 1946 májusában a Bradford City vezetőedzőjének nevezték ki, így a második világháború utáni első idényben ő menedzselte az egyletet. A City-t magasabb pozícióba juttatta a harmadosztály északi bajnokságában, 1947 januárjában ugyanakkor lemondott, mindössze nyolc hónapnyi munka után, ezzel a klubot ő irányította a legrövidebb ideig.
Volt egy kiváló időszaka a Dundalkkal is, ezt követően pedig visszatért Derby-be, és a Rolls Royce cégnél dolgozott. 1948-ban az Oldham Athletic erőnléti edzője lett.
1953 novemberében visszatért a Derby County-hoz menedzserként Stuart McMillan helyére. A klub elvesztette rutinosabb és válogatott játékosait, így az 1954–1955-ös idényben először esett ki a harmadik divízió északi bajnokságába.

## A labdarúgás után
Miután lemondott edzői posztáról, a Derby Works munkatársa lett, mint vasúti szerelő.
1982-ben közvetlenül a 76. születésnapja előtt halt meg rákban, miután sokáig gerincproblémákkal küzdött.

## Fordítás
Ez a szócikk részben vagy egészben  a   Jack Barker című angol Wikipédia-szócikk ezen változatának fordításán alapul.  Az eredeti cikk szerkesztőit annak laptörténete sorolja fel. Ez a jelzés csupán a megfogalmazás eredetét és a szerzői jogokat jelzi, nem szolgál a cikkben szereplő információk forrásmegjelöléseként.